# Irene Kepl

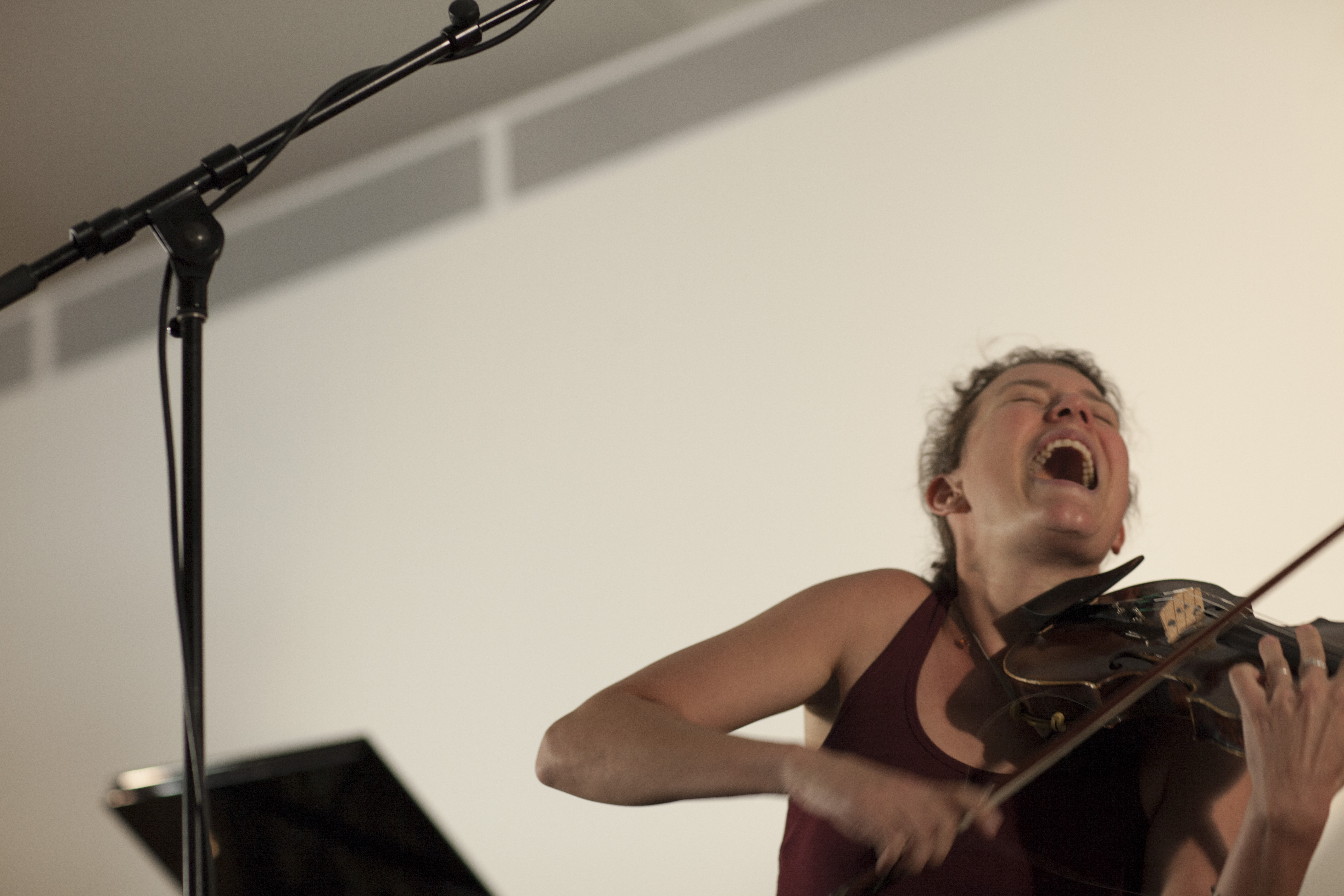
Irene Kepl (2017)

Irene Kepl (* 3. April 1982 in Linz) ist eine österreichische Komponistin und Geigerin.

## Leben
Irene Kepl erhielt den ersten Violinunterricht von 1986 bis 1996 in Ottensheim.
In den Jahren von 1996 bis 2002 studierte sie am Musikgymnasium Linz Musik bei Balduin Sulzer und Wolfgang Mayerhofer sowie von 1996 bis 2008 an der Anton Bruckner Privatuniversität Linz Violine, Jazz und Improvisation bei Arkadi Winokurov, Andi Schreiber, Till Alexander Körber und Renald Deppe. Eine Fortbildung in Kompositionspädagogik schloss sich von 2015 bis 2016 an der Universität Köln an.
Im Jahr 2009 übersiedelte Irene Kepl nach Wien und ist seitdem als freischaffende Violinistin und Komponistin tätig. Seit dem Jahr 2018 ist sie Kuratorin der Kurkonzerte der Internationalen Gesellschaft für Neue Musik - IGNM Österreich. Mit Mark Holub legte sie 2015 das Album Taschendrache vor.

## Auszeichnungen
- 2012: 2. Preis beim Gustav-Mahler-Kompositionswettbewerb der Stadt Klagenfurt[3]
- 2012: Talentförderpreis des Amts der Oberösterreichischen Landesregierung[2]
- 2014: Kompositionspreis des Theodor Körner Fonds[2]

## Werke
- „die Wirtin“ – Musik zum Film, Duo für Gitarre und Violine (2001)[4]
- It is – Quartett für zwei Violinen, Viola und Violoncello (2004/2010)[4]
- „die Stimme“ – Musik zum Film, Quartett für zwei Violinen, Viola und Violoncello (2004)[4]
- Elf – Trio für Bass, Klavier und Violine (2005)[4]
- eine Welle – Trio (2005)[4]
- „Lebenstunnel“ – Musik zur Installation (2006)[4]
- Blue Note – Duo für Gitarre und Violine (2006)[4]
- Unos Latinos – Duo für Gitarre und Violine (2006)[4]
- Universe – Duo für Gitarre und Violine (2006)[4]
- Zuwi Dauni – Duo für Gitarre und Violine (2006)[4]
- Walzer – Duo für Gitarre und Violine (2006)[4]
- Opus 200 – Duo für Gitarre und Violine (2006)[4]
- Isolde – Duo für Gitarre und Violine (2006)[4]
- Still – Duo für Gitarre (oder Akkordeon) und Violine (2006)[4]
- Noton – für Jazzband, Duo für Gitarre und Violine (2006)[4]
- Wiegenlied – Duo für Gitarre (oder Akkordeon) und Violine (2006)[4]
- Auf – Duo für Gitarre und Violine (2006)[4]
- Nine a Nine – Duo für Gitarre und Violine (2006)[4]
- Fließend – Duo für Akkordeon und Violine (2007)[4]
- Wind – Duo für Gitarre und Violine (2007)[4]
- Spazieren – Duo für Gitarre und Violine (2007)[4]
- Ancle Deep – Duo für Gitarre und Violine (2006)[4]
- move along – Duo für Akkordeon und Violine (2007/2010)[4]
- dap dadap – Solo für Violine (2010)[4]
- „Klang Mosaik“ – Ton zur Geräuschinstallation (2010)[4]
- „Mein Grün ist vielleicht dein Blau“ – Musik und Sounddesign zum Animationsfilm (2011)[4]
- Luftballon – Duo für Fagott und Violine (2011)[4]
- am Galgen – Quartett für Posaune, Violine, Kontrabass und Hackbrett mit Solostimme Mezzosopran (2011)[4]
- Chromalog 1 – Quartett für Violine, Viola, Violoncello und Kontrabass (2011)[4]
- Grau – Quintett für Violine, Viola, Violoncello, Kontrabass und Blasinstrument (2011)[4]
- Mulciber – Quintett für Sopransaxophon, Violine, Viola, Violoncello und Kontrabass (2011)[4]
- Rooms – für Hackbrett solo (2011)[4]
- get weawing – Quintett für Bassklarinette, Saxophon, Trompete, Klavier und Violine mit Elektronik (2012)[4]
- rise – Quintett für Altsaxophon, Schlagzeug, Violine, Kontrabass und Synthesizer mit Frauenstimme (2012)[4]
- aun a laus – Quartett für Schlagzeug, Violine, Kontrabass und Elektrische Gitarre mit Solo für Sprecher (2012)[4]
- broken line – Duo für Tuba und Akkordeon mit Solostimme Sopran (2013)[4]
- Davrin – Duo für Flöte und Violoncello (2013)[4]
- Gamma – für 3 bis 9 Instrumente (2013)[4]
- Milchzähne – Solo für Violine (2013)[4]
- Distortion – Quartett für Akkordeon, Violine, Violoncello und Kontrabass mit Chor (2014)[4]
- Distortion Noise – Vokalmusik für Chor (2014)[4]
- Traces – Quartett für zwei Violinen, Viola und Violoncello (2014)[4]
- Your Outside Is In And Your Inside Is Out – Solo für Violine mit Elektronik (2014)[4]
- face to face – Vokalmusik für Chor (2014)[4]
- Pirol – Trio für Trompete, Violine und Kontrabass mit Elektronik (2015)[4]
- Brain – Quartett für Bassklarinette, Trompete, Akkordeon und Violine mit Elektronik und Solostimme Mezzosopran (2015)[4]
- (Ge)Schichten – Quartett für zwei Violinen, Viola und Violoncello (2015)[4]
- Soma – Trio für Trompete, Violine und Kontrabass mit Elektronik (2015)[4]
- Himmelsleiter – Quartett für Violine, Viola, Violoncello und Kontrabass (2015)[4]
- SololoS – Solo für Violine (2015)[4]
- Chromaloge – Quartett für zwei Violine, Viola und Violoncello (2015)[4]
- Vergeben und Vergessen – Filmmusik zum gleichnamigen Kurzfilm von Michael Ramsauer (2016)[4]
- Caudex – Duo für Violine und Violoncello (2016)[4]
- Memorandum 1 – Solo für Violine (2017)[4]
- Memorandum 2 – Solo für Violine (2017) (1982)[4]
- Um (Sechs) Ecken und Kanten – für Kammerorchester (2018)[4]